# Astragalus banzragczii
Astragalus banzragczii är en ärtväxtart som beskrevs av N.Ulziykh. Astragalus banzragczii ingår i släktet vedlar, och familjen ärtväxter. Inga underarter finns listade i Catalogue of Life.